# Лесковица (Горења Вас-Пољане)
Лесковица (словен. Leskovica) је насељено место у општини Горења Вас-Пољане, Горењска регија, Словенија.

## Историја
До територијалне реорганизације у Словенији била је у саставу старе општине Шкофја Лока.

## Становништво
У попису становништва из 2011. године, Лесковица је имала 105 становника.
| Број становника према пописима | Број становника према пописима | Број становника према пописима |
| ------------------------------ | ------------------------------ | ------------------------------ |
| 1991                           | 2002                           | 2011                           |
| 102                            | 109                            | 105                            |

## Галерија
- зимски пејзаж
- табла на улазу
- панорама
- знамење